# Humbertus van Silva Candida
Humbertus van Silva Candida, ook bekend als Humbertus van Moyenmoutier (tussen 1000 en 1015 - Rome, 5 mei 1061) was een Franse benedictijnse abt en kardinaal uit de elfde eeuw.

## Biografie

### Vroege jaren
Op vijftienjarige leeftijd werd Humbertus door zijn ouders aan de Abdij van Sint-Hidulfus de Moyenmoutier geschonken als oblaat. Hij trad later toe tot de orde en wist uiteindelijk uit te groeien tot de abt van het klooster. Hij raakte bevriend met bisschop Bruno van Toul die in 1048 tot paus Leo IX werd verkozen. Hij nam Humbertus van Silva Candida met zich mee naar Rome en in 1050 benoemde de paus hem tot aartsbisschop van Sicilië, maar de Normandiërs die macht op het eiland hadden verhinderde zijn aankomst. Hierdoor benoemde de paus hem vervolgens tot kardinaal-bisschop van Santa Rufina (synoniem toen: Silva Candida).

### Grote Schisma
In 1053 kwam Humbertus van Silva Candida in het bezit van een brief van de Griekse aartsbisschop Leo van Ohrid waarin hij de westelijke riten en praktijken hekelde. Humbertus vertaalde de brief vanuit het Grieks naar het Latijn en overhandigde de vertaling aan de paus die meteen een antwoord liet opstellen De paus benoemde Humbertus tot zijn pauselijke legaat en stuurde hem samen met Frederik van Lotharingen en Pietro Alfiero naar Constantinopel om diens antwoord aan patriarch Michaël Cerularius te overhandigen, ondanks dat ze bekend stonden om hun anti-Griekse sentimenten. Tijdens hun missie in Constantinopel overleed de paus, maar door de onwelkome ontvangst door de patriarch en andere politieke spelletjes overhandigde Humbertus van Silva Candida op 16 juli 1054 voorafgaand aan de mis in de Hagia Sophia een bul van excommunicatie aan de patriarch. Hierop verlieten de legaten Constantinopel, maar door de dood van de paus was hun bul volgens het canoniek recht niet rechtsgeldig.

### Latere leven
Humbertus werd vervolgens bibliothecaris van de Romeinse Curie onder paus Stefanus IX en schreef het Libri tres adversus Simoniacos ("Drie boeken tegen de Simonieten") in 1057. Ook was hij betrokken bij de Gregoriaanse hervormingen. In 1058 beschuldigde hij koning Hendrik I van Frankrijk van simonie en tirannie door het verkopen van abdijen en bisdommen. Een jaar later was Humbertus ook betrokken bij het opstellen van het electorale decreet waarmee de pausverkiezing geregeld werd. Hij lag theologisch regelmatig in de clinch met Petrus Damiani waardoor hij in zijn laatste jaren als een stijve mijn werd gezien. Humbertus reisde nog veel door Italië in die jaren en nam deel aan de Lateraanse Synode van 1059. Hij overleed in 1061 en werd begraven in de Sint-Jan van Lateranen.
- Gemeinsame Normdatei: 118554697
- International Standard Name Identifier: 0000 0001 1435 6399
- Library of Congress Control Number: n97095699
- Nationale Bibliotheek van Israël: 987007387914405171
- Nationale Bibliotheek van Polen: a0000003043498
- Nederlandse Thesaurus van Auteursnamen: 073688053
- Réseau des bibliothèques de Suisse occidentale: 02-A010939960
- Système universitaire de documentation: 03409279X
- Virtual International Authority File: 288467624
- WorldCat: E39PBJcKKf69q6b4QYVDmc6kDq